# Aufiterna ptyeloides
Aufiterna ptyeloides is een halfvleugelig insect uit de familie schuimcicaden (Cercopidae). De wetenschappelijke naam van deze soort is voor het eerst geldig gepubliceerd in 1906 door Kirkaldy.